# Нижня Павловка
Ни́жня Па́вловка (рос. Нижняя Павловка) — село у складі Оренбурзького району Оренбурзької області, Росія.
Стара назва — Нижньопавловка.

## Населення
Населення — 3864 особи (2010; 3712 у 2002).
Національний склад (станом на 2002 рік):
- росіяни — 85 %